# Endorfinas en la mente
Endorfinas en la mente è un album del gruppo Chambao.

## Tracce
1. Chambao
2. Lo verás
3. Desconocido
4. Ahí estás tú (álbum versión)
5. Vida
6. Volando voy
7. Los muchachos de mi barrio
8. Mejor me quedo aquí
9. Una de tantas
10. As de corazones (álbum versión)
11. Olvidarme de ti